# Cladosporium lignicola
Cladosporium lignicola är en svampart som beskrevs av Corda 1837. Cladosporium lignicola ingår i släktet Cladosporium och familjen Davidiellaceae.   Inga underarter finns listade i Catalogue of Life.